# Premio Dorothy e Lillian Gish
Il Premio Dorothy e Lillian Gish  (The Dorothy and Lillian Gish Prize) è un riconoscimento artistico internazionale statunitense assegnato annualmente alla carriera "a un uomo o una donna che ha dato un contributo eccezionale alla bellezza del mondo e al godimento e alla comprensione della vita da parte dell'umanità".
Istituito nel 1994 per volontà dell'attrice Lillian Gish morta l'anno precedente, riconosce al vincitore un premio di 250000 dollari ed è amministrato dalla JPMorgan Chase.

## Albo d'oro
- 1994: Frank Gehry[4]
- 1995: Ingmar Bergman
- 1996: Robert Wilson
- 1997: Bob Dylan
- 1998: Isabel Allende
- 1999: Arthur Miller
- 2000: Merce Cunningham
- 2001: Jennifer Tipton
- 2002: Lloyd Richards
- 2003: Bill T. Jones
- 2004: Ornette Coleman
- 2005: Peter Sellars
- 2006: Shirin Neshat
- 2007: Laurie Anderson
- 2008: Robert Redford
- 2009: Pete Seeger
- 2010: Chinua Achebe
- 2011: Trisha Brown
- 2012: Anna Deavere Smith
- 2013: Spike Lee
- 2014: Maya Lin
- 2015: Suzan-Lori Parks[5]
- 2016: Elizabeth LeCompte[6]
- 2017: Meredith Monk
- 2018: Gustavo Dudamel[7]
- 2019: Walter J. Hood
- 2020: Ava DuVernay[8]
- 2021: Sonia Sanchez[9]
- 2022: Jawole Willa Jo Zollar[10]
- 2023: Thelma Golden[11]
- 2024: Vicky Holt Takamine[12]